# ABC Linjeløb 2021
ABC Linjeløb 2021 var et dansk DCU licensløb. Det 140 km lange linjeløb blev kørt den 15. maj 2021 med start og mål på Adabakken på Højvangsvej sydvest for Sengeløse. Løbet blev arrangeret af ABC - Arbejdernes Bicykle Club, og var det niende eliteløb for herre A-klassen i den danske landevejssæson 2021.
Der blev kørt otte omgange på en 17,6 km lang rundstrækning som gik via Vasby, Soderup, mod nord af Soderupvej, i østlig retning af Hvedstrupvej til Hvedstrup. Herfra kørte rytterne af Birkelundsvej, inden turen gik i sydlig retning forbi Vasby Mose, syd om Sengeløse via Ågesholmsvej, inden feltet kom på Bondehøjvej, Klevehøjvej og tilbage til målstregen på Adabakken på Højvangsvej.
Løbet blev vundet af Daniel Stampe fra Team CO:PLAY-Giant.

## Resultat
| \| Samlede stilling \| Samlede stilling \| Samlede stilling \| Samlede stilling \| Samlede stilling \| \| Rytter \| Rytter \| Hold \| Tid \| \| \| ---------------- \| -------------------------- \| ------------------------ \| ---------------- \| ---------------- \| \| 1. \| Daniel Stampe \| CO:PLAY-Giant \| 3t 10' 17" \| \| \| 2. \| Mads Andersen \| ColoQuick \| + 0" \| \| \| 3. \| Mads Østergaard Kristensen \| ColoQuick \| + 0" \| \| \| 4. \| Christian Lindquist \| Restaurant Suri-Carl Ras \| + 0" \| \| \| 5. \| Nils Lau Nyborg Broge \| BHS-PL Beton Bornholm \| + 0" \| \| \| 6. \| Arne Birkemose \| IBT-BH Carl Ras \| + 0" \| \| \| 7. \| Jeppe Aaskov Pallesen \| ColoQuick \| + 1" \| \| \| 8. \| Mathias Matz \| CO:PLAY-Giant \| + 3" \| \| \| 9. \| Emil Toudal \| BHS-PL Beton Bornholm \| + 3" \| \| \| 10. \| Mads Rahbek \| BHS-PL Beton Bornholm \| + 23" \| \| |                            |                          |            |
| |                            |                          |            |
| |                            |                          |            |
| Samlede stilling |                            |                          |            |
| Rytter | Rytter                     | Hold                     | Tid        |
| 1. | Daniel Stampe              | CO:PLAY-Giant            | 3t 10' 17" |
| 2. | Mads Andersen              | ColoQuick                | + 0"       |
| 3. | Mads Østergaard Kristensen | ColoQuick                | + 0"       |
| 4. | Christian Lindquist        | Restaurant Suri-Carl Ras | + 0"       |
| 5. | Nils Lau Nyborg Broge      | BHS-PL Beton Bornholm    | + 0"       |
| 6. | Arne Birkemose             | IBT-BH Carl Ras          | + 0"       |
| 7. | Jeppe Aaskov Pallesen      | ColoQuick                | + 1"       |
| 8. | Mathias Matz               | CO:PLAY-Giant            | + 3"       |
| 9. | Emil Toudal                | BHS-PL Beton Bornholm    | + 3"       |
| 10. | Mads Rahbek                | BHS-PL Beton Bornholm    | + 23"      |

## Hold og ryttere
| UCI Kontinentalhold (3)- ColoQuick - Restaurant Suri-Carl Ras - BHS-PL Beton Bornholm DCU Elite Teams (7)- Herning CK Elite - Give Elementer - Bache-JS.dk - Sparekassen Vendsyssel Aalborg - IBT-BH Carl Ras - O.B. Wiik-Dan Stillads - CO:PLAY-Giant Amatørcykelhold (3)- Urbano Cycling Team - CT Dakwerken Eddy Stroobant - Holdsworth Zappi RT Regional- og klubhold (5)- Køge Cykel Ring - Frederiksberg Bane- og Landevejsklub - Ordrup Cycle Club - Cykling Odense - Sydkysten Cycling |
| |